# 夜襲の歌
『夜襲の歌』（The Mob Song）とは、アニメ映画『美女と野獣』の挿入歌の一つであり、この歌は、野獣を亡き者にしようと目論むガストンが、野獣の恐怖を大げさに吹聴し、恐怖で村人を煽動する場面で歌われる。

## 分析
Sigmund Rombergという本では、「この歌は、1940年の映画"The New Moon"の夜行曲"Stouthearted Men"をより映画向けに作り直したような作品だ」 という分析を示している。
ケンブリッジ大学出版局から出版されているThe Cambridge Companion of Singingはこれまで使われた楽曲のパロディであると評した。
Tinker Belles and Evil Queens: The Walt Disney Company from the Inside OutではHIV感染者を悪者扱いすることを暗喩しているのではないかと推測している。
朝日新聞の藤えりかが実写版の監督であるビル・コンドンへのインタビューでそのことについて尋ねた際、コンドンは「知らないものや外国人に対する恐れなど、現在でも我々が直面しているものについて訴えたかったのではないか」と答えており、「実写版撮影期間中、まさかドナルド・トランプが大統領選で勝つとは思っておらず、同じ歌詞が本来の意図とは異なる形で現在も響いている」と述べている。

## 評価
Unlockedは、本楽曲をあまり聞く機会がないとしている。
CommonSenseMediaは本楽曲は保護者が子どもにこの映画を見せるにあたって注意が必要なものの一つに挙げている。